# Луций Аний Ариан
Луций Аний Ариан (на латински: Lucius Annius Arrianus) е политик и сенатор на Римската империя през 3 век. Произлиза от фамилията Ании.
През 243 г. Ариан е консул заедно с Гай Цервоний Пап.